# هوليس إل. هاريس
هوليس إل. هاريس (بالإنجليزية: Hollis L. Harris)‏ هو شخصية أعمال أمريكي، ولد في 25 نوفمبر 1931 في كارولتون في الولايات المتحدة، وتوفي في 14 يوليو 2016 في بيتشتري سيتي في الولايات المتحدة.